# Rio Colţii lui Andrei Mici
O Rio Colţii lui Andrei Mici é um rio da Romênia, afluente do Colţii lui Andrei, localizado no distrito de Argeş.